# LingVaria
LingVaria – półrocznik Wydziału Polonistyki Uniwersytetu Jagiellońskiego poświęcony językowi polskiemu i językoznawstwu. 
Pismo ukazuje się od 2006, a powstało po oddzieleniu się Instytutu Polonistyki (przekształconego następnie w Wydział Polonistyki) od Wydziału Filologicznego. Jest ono poniekąd spadkobiercą (ale nie kontynuatorem) Zeszytów Naukowych Uniwersytetu Jagiellońskiego (Prace Językoznawcze), które wydawane są obecnie pod nazwą Studia Linguistica Universitatis Iagellonicae Cracoviensis. LingVaria wydawane jest przez Wydział Polonistyki oraz Wydawnictwo Księgarnia Akademicka. Archiwalne numery dostępne są na stronie czasopisma w formacie PDF.
Założycielem i pierwszym redaktorem naczelnym pisma był Mirosław Skarżyński. Obecnie redakcję prowadzi Maciej Rak.